# Maggie Smith
Dame Maggie Smith (n. 28 decembrie 1934, Greater London, Anglia, Regatul Unit – d. 27 septembrie 2024, Greater London, Anglia, Regatul Unit) a fost o actriță britanică de teatru, film și televiziune, dublă laureată a premiului Oscar.
S-a remarcat pe Brodway în Noile fețe din 1956 (New Faces of 1956). A jucat alături de Laurence Olivier în Othello (1964, ecranizat 1965).

## Filmografie
- Moarte pe Nil (1978)
- Ciocnirea titanilor (1981)
- Crimă sub soare (1982)
- O dădacă plină de surprize (2005)
- Harry Potter